# Ludvig Lorenz
Ludvig Valentin Lorenz (født 18. januar 1829 i Helsingør, død 9. juni 1891 på Frederiksberg) var en dansk matematiker og fysiker. Han forskede i fænomener vedrørende lys og elektriske felter.
Blandt andet fandt Lorenz sammenhængen mellem et metals elektriske ledningsevne og dets varmeledningsevne (Wiedemann-Franz-Lorenz' lov). Han opdagede også en formel, der beskriver sammenhængen mellem et stofs densitet og brydningsindex, som blev publiceret i 1869. Året efter blev samme formel uafhængigt opdaget af den hollandske fysiker Hendrik Antoon Lorentz. Formlen kaldes i dag for Lorentz-Lorenz' lov. De to fysikere bliver i øvrigt ofte forvekslet. Ikke blot har de næsten enslydende navne, de arbejdede også inden for samme område af fysikken i den samme periode.
Lorenz blev født i Helsingør og læste på Polyteknisk Læreanstalt. Han blev professor ved Den militære Højskole i København i 1876. Fra 1887 blev hans forskning støttet af Carlsbergfondet.
Mest kendt er Ludvig Lorenz for sit bidrag til teorien for elektromagnetiske felter, som beskriver lysets udbredelse og de elektriske og magnetiske vekselvirkninger. Hans bidrag kendes som Lorenz gauge. Lorenz' teori var stort set ækvivalent med James Clerk Maxwells teori, men var ikke baseret på elektriske og magnetiske felter, som ifølge Maxwell udbredte sig i æteren. Lorenz anså eksistensen af æteren for at være en unødvendig hypotese, som man burde undgå. Lorenz var dermed mere i overensstemmelse med opfattelsen i den moderne fysisk end Maxwell var.
I årene op til 1889 udledede Lorenz en teori for lysets spredning på en kugle, der kunne bruges til at bestemme intensiteten af regnbuens lys samt bestemme værdien af Avogadros tal. Dette arbejde blev publiceret på dansk i 1890, men blev ikke oversat til andre mere internationale sprog. Gustav Mie publicerede samme teori i 1908, uden at have kendskab til Lorenz' arbejde. Teorien kaldes i dag normalt for Mie spredning, men kaldes dog også Mie-Lorenz spredning af fysikere som anerkender, at Lorenz var først med teorien.